# 12751 Каміхаясі
12751 Каміхаясі (12751 Kamihayashi) — астероїд головного поясу, відкритий 15 березня 1993 року.
Тіссеранів параметр щодо Юпітера — 3,522.